# Andigné
Andigné korábbi község Franciaország Loire mente régiójában, Maine-et-Loire megyében. 2016. január 1-jén beolvadt Le Lion-d’Angers új községbe.
Lakosainak száma 417 fő (2018. január 1.). Andigné La Chapelle-sur-Oudon, Le Lion-d’Angers és Louvaines községekkel határos.

## Népesség
A település népességének változása:
| Lakosok száma | 270  | 263  | 274  | 267  | 262  | 334  | 368  | 388  | 412  | 417  |
|               | 1962 | 1968 | 1982 | 1990 | 1999 | 2008 | 2011 | 2013 | 2017 | 2018 |